# Steffi Nerius

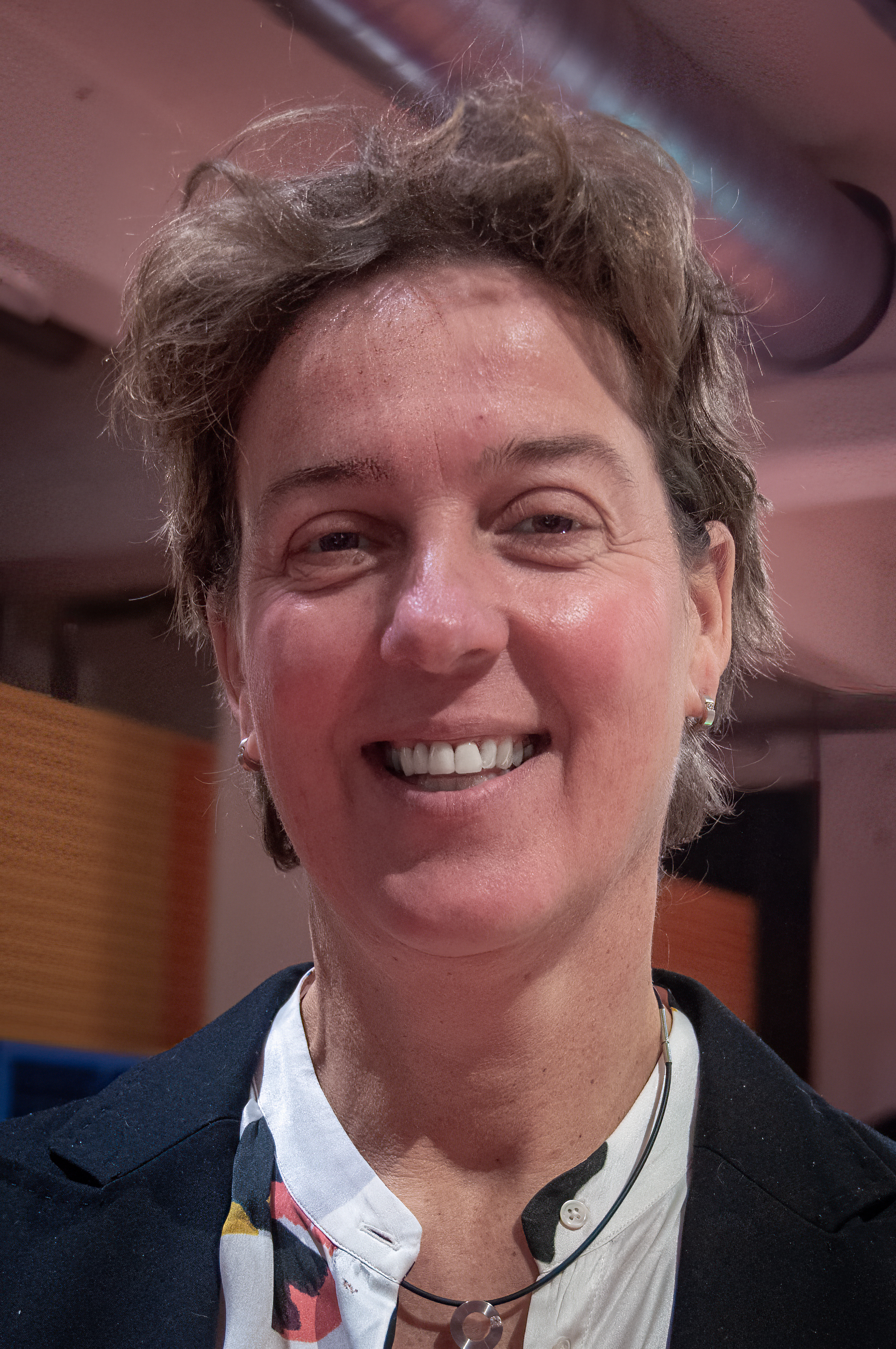
Steffi Nerius beim 25. Geburtstag des Deutschen Sport- und Olympiamuseums in Köln (2024)

Steffi Nerius (* 1. Juli 1972 in Bergen auf Rügen) ist eine ehemalige deutsche Leichtathletin und derzeitige Trainerin. Sie war 2009 Weltmeisterin im Speerwurf.

## Berufsweg
Steffi Nerius ist Diplom-Sportlehrerin mit A-Lizenz des DLV und arbeitet beim TSV Bayer 04 Leverkusen im Behindertensport. 2004 betreute sie zwei Sportler bei den Paralympics in Athen. Auch 2016 war sie als Trainerin bei den Paralympics in Rio dabei. Sie trainiert u. a. Markus Rehm.

## Sportliche Karriere
Steffi Nerius begann als Volleyballerin und wurde in der DDR mit der Mannschaft von Dynamo Saßnitz DDR-Schülermeisterin. Weil sie zu klein für eine Volleyballkarriere war, wurde sie zur Leichtathletik geschickt. Sie erwarb ihre leichtathletischen Grundlagen bis 1986 bei der SG Empor Saßnitz unter dem Trainer Günter Piniak. Von 1987 bis 1991 startete sie für den SC Empor Rostock, danach für den TSV Bayer 04 Leverkusen. Sie trainierte bei Rudi Hars († 1996), später bei Helge Zöllkau. Den Speerwurf hatte ihr die Mutter, selbst DDR-Jugendmeisterin im Speerwurf und inzwischen Volleyball-Trainerin, beigebracht.
1986 wurde Steffi Nerius auf die Kinder- und Jugendsportschule (ab 1991 CJD Christophorusschule) nach Rostock delegiert. 1987 wurde sie in der Altersklasse 14 Dritte der Kinder- und Jugendspartakiade der DDR, bei den letzten DDR-Meisterschaften 1990 kam sie auf den fünften Platz in der Erwachsenenklasse.
1991 gelang ihr der erste internationale Erfolg als Dritte der Junioreneuropameisterschaften. Im gleichen Jahr wechselte sie von Rostock, wo sich nach dem Ende der DDR die Bedingungen für die Leichtathleten verschlechtert hatten, nach Leverkusen.
Danach folgten Jahre der Stagnation, Verletzungen und Einbrüche bei internationalen Höhepunkten. Einziger großer Erfolg der 1990er Jahre blieb der Sieg beim Europacup-Finale 1995 (68,42 m).
Der Durchbruch zur Weltspitze gelang ihr bei den Olympischen Spielen 2000 in Sydney, wo sie mit einer Weite von 64,84 m Vierte wurde.
Nachdem sie seit den Europameisterschaften 2002 in München bei Großereignissen immer auf dem Podest stand (einzige deutsche Athletin, der dies gelungen ist), jedoch nie ganz oben, erfüllte sie sich am 13. August 2006 in Göteborg ihren langjährigen Traum und feierte mit dem Sieg bei den Europameisterschaften ihren ersten großen Titel. Mit 65,82 m warf sie 18 cm weiter als die Tschechin Barbora Špotáková (65,64 m).
Bei den Weltmeisterschaften 2009 in Berlin holte sie zum Abschluss ihrer Karriere die Goldmedaille mit einer Weite von 67,30 m.
2008 wurde Nerius vom Deutschen Leichtathletik-Verband mit dem Rudolf-Harbig-Gedächtnispreis ausgezeichnet. 2009 wurde sie zur Leichtathletin und zur Sportlerin des Jahres in Deutschland gekürt.
Zwischen 1992 und 2009 wurde sie sechs Mal Deutsche Meisterin, sieben Mal Vizemeisterin und gewann drei Bronzemedaillen bei den Deutschen Meisterschaften.
Ihre persönliche Bestleistung beträgt 68,34 m und mit dem sog. alten Speer 69,42 m. Bei einer Größe von 1,78 Metern hatte sie ein Wettkampfgewicht von 72 Kilogramm.

## Erfolge bei internationalen Höhepunkten
- 2000: Olympische Spiele: Platz 4 (64,84 m)
- 2001: Weltmeisterschaften: Platz 5 (62,08 m)
- 2002: Europameisterschaften: Platz 2 (64,09 m)
- 2003: Weltmeisterschaften: Platz 3 (62,70 m)
- 2004: Olympische Spiele: Platz 2 (64,84 m)
- 2005: Weltmeisterschaften: Platz 3 (65,96 m)
- 2006: Europameisterschaften: Platz 1 (65,82 m)
- 2007: Weltmeisterschaften: Platz 3 (64,42 m)
- 2008: Olympische Spiele: Platz 4[4] (65,29 m)
- 2009: Weltmeisterschaften: Platz 1 (67,30 m)

## Auszeichnungen
- 2004: Leichtathletin des Jahres
- 2008: Rudolf-Harbig-Gedächtnispreis
- 2008: „Felix“ – Trainerin des Jahres von Nordrhein-Westfalen
- 2009: Sportlerin des Jahres
- 2009: Leichtathletin des Jahres
- 2009: „Felix“ – Sportlerin des Jahres von Nordrhein-Westfalen
- 2011: Leverkusener Löwe für die Verbesserung des Ansehens und des Images der Stadt Leverkusen[5]